# Napój cienisty
Napój cienisty – zbiór wierszy Bolesława Leśmiana wydany w 1936 roku.  
Pod względem gatunku są to głównie ballady o tematyce filozoficznej. Leśmian w tomiku przedstawia swoją postawę wobec Boga (podobnie jak w przypadku zbioru Łąka) i odnosi się do kwestii snów i marzeń sennych, korzystając po części z psychoanalizy Zygmunta Freuda, jednak ją na swój sposób deformując.

## Utwory ze zbioru
- Pierwsza schadzka
- Dziewczyna
- W zakątku cmentarza
- Kocmołuch
- Wiosna
- Akteon
- Alcabon
- Poeta
- Urszula Kochanowska
- W czas zmartwychwstania
- *** (Po co tyle świec nade mną, tyle twarzy…)
- Trupięgi
- *** (Bóg mnie opuścił – nie wiem, czemu…)
- Do siostry
- W nicość śniąca się droga
- Słowa do pieśni bez słów
- Marsjanie
- Pan Błyszczyński
- Kopciuszek